# Kieler Woche

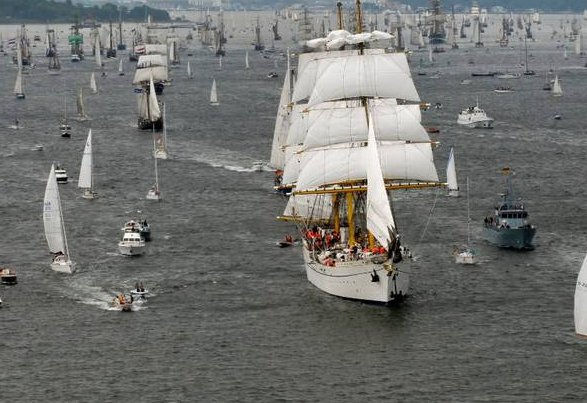
A Gorch Fock a Windjammerparade során (2014)

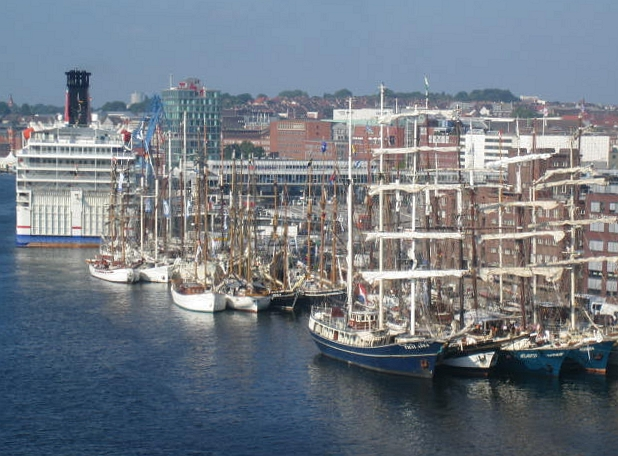
A kieli kikötő nagyvitorlásokkal (2006)

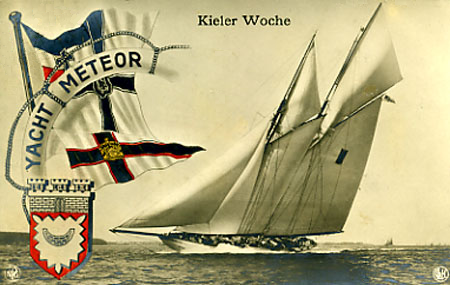
a Meteor császári jacht az első világháború előtti években

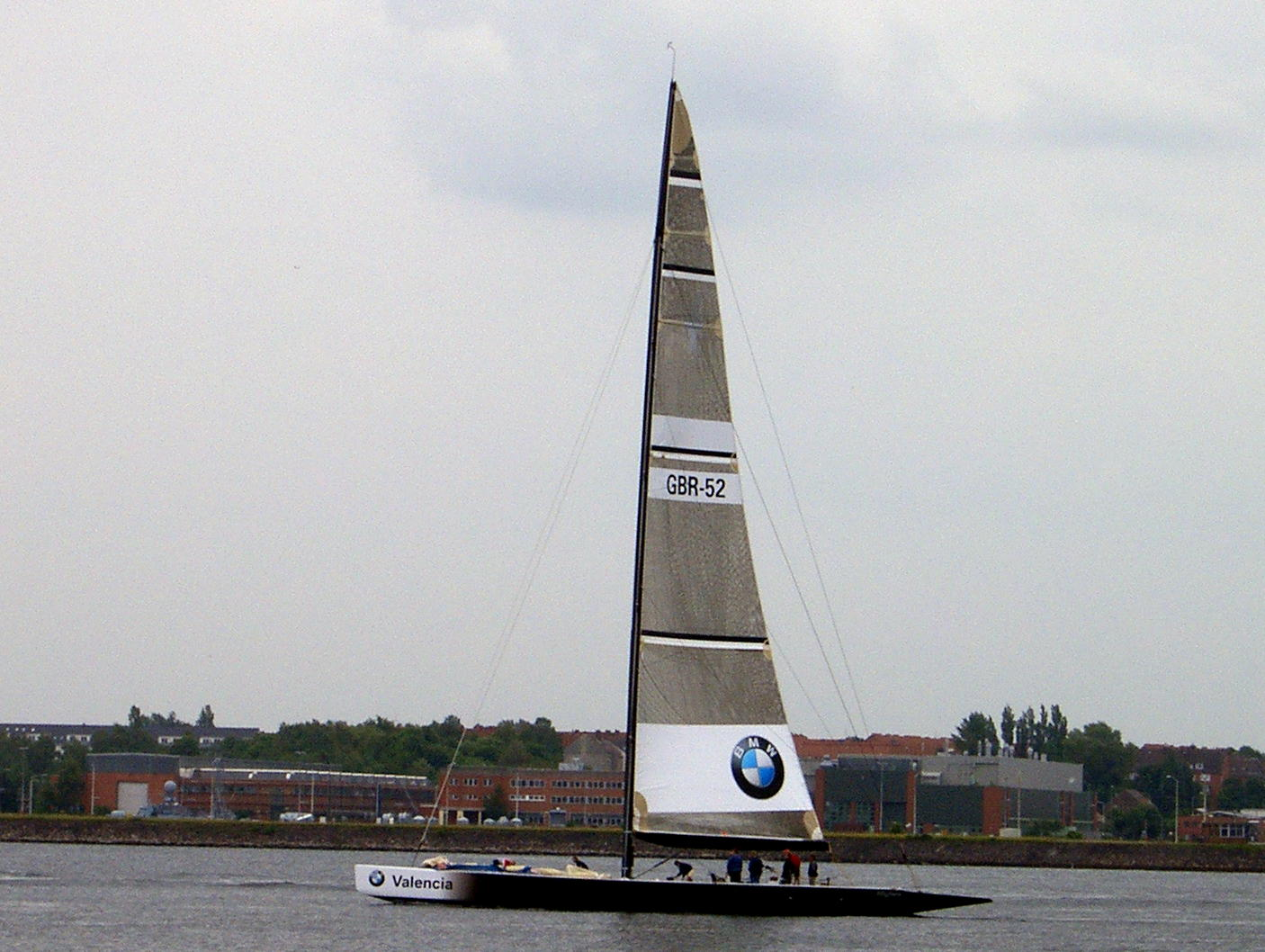
Egy IACC-osztályú yacht a Kieler Wochén 2005-ben

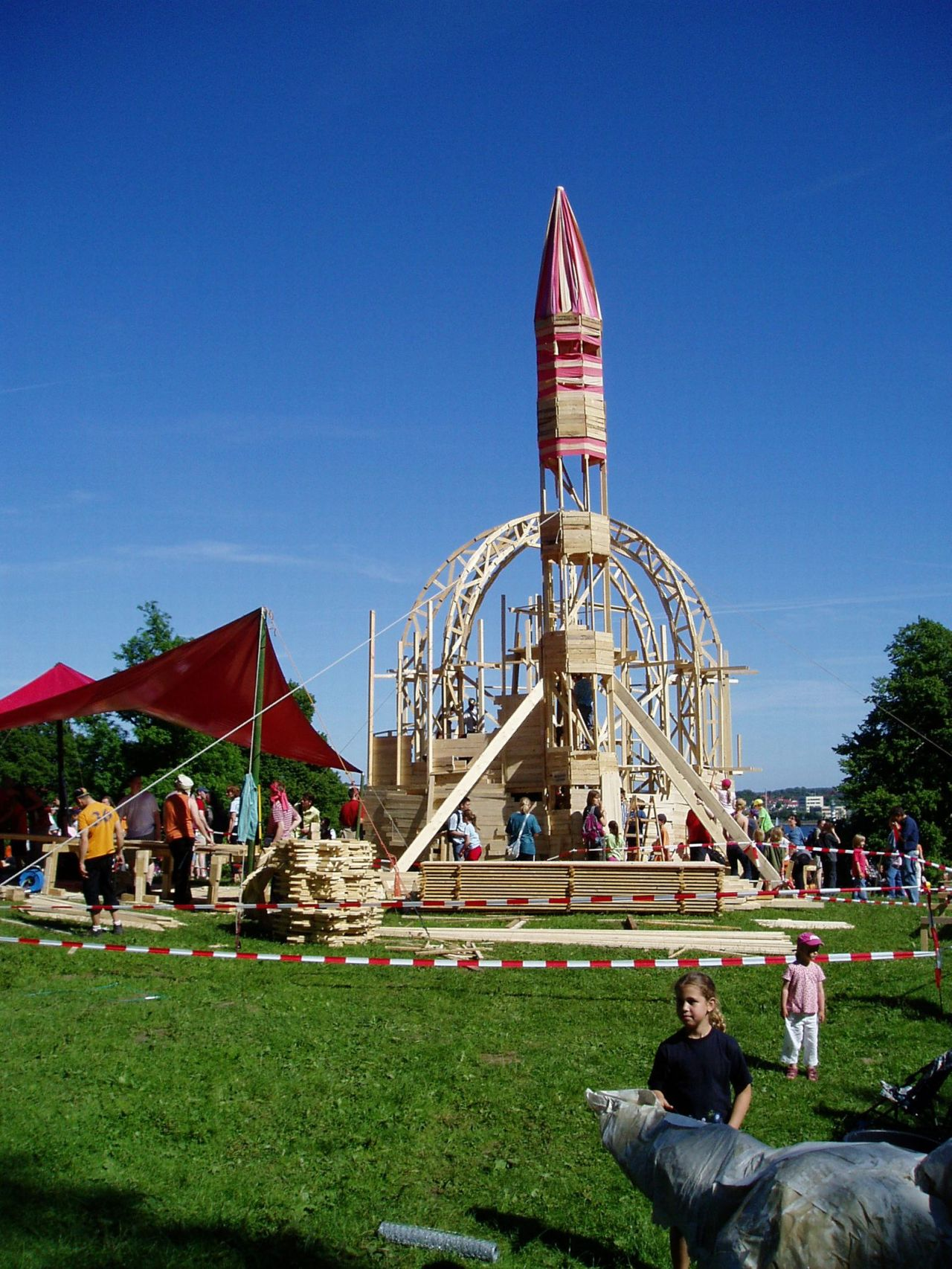
A Spiellinie a Krusenkoppelen 2005-ben

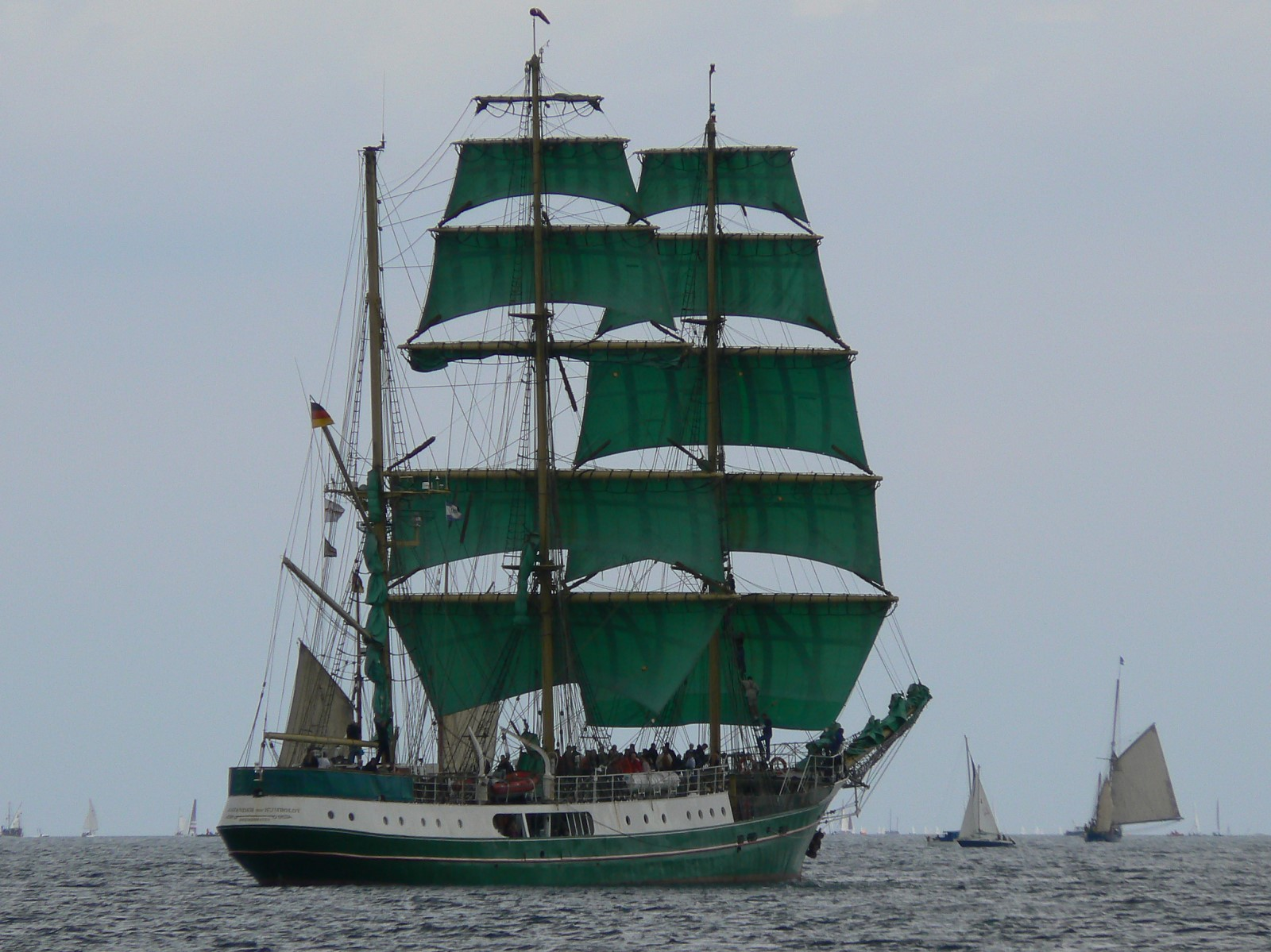
A sörreklámból is ismert Alexander von Humboldt a kieli héten 2007-ben

A Kieler Woche (kieli hét; röviden KiWo) egy évente megrendezésre kerülő vitorlás regatta, melyet 1882 óta rendeznek meg Kielben. Ez az esemény számít a világ legnagyobb sportvitorlás rendezvényének.
A 20. század végétől a rakparton népünnepély jelleget is kapott, a fő eseményeinek azonban továbbra is a vitorlásversenyei számítanak. A sporteseményeken kívül az átfogó programsorozataihoz 2012-ben már 2100 külön rendezvény tartozott nemzetközi művészek részvételével, akik 16 színpadon 300 koncertet adtak. Emellett kisebb színpadokon számos helyi csoport is fel szokott lépni. Évente 3 millió látogató keresi fel a Kieler Wochét és számos haditengerészet is képviselteti magát. 2012-ben 36 ország 3500 vitorlázója vett részt az eseményen.
A regatta fő eseménye a Windjammerparade (röviden: Windjammer), melynek során több mint 100 nagyvitorlás, hagyományos vitorlás hajó, történelmi gőzhajó valamint több száz jacht vesz részt. A rendezvényre számos haditengerészetet is vendégül látnak, melyek hadihajókkal és vitorlás iskolahajókkal képviseltetik magukat.
A Kieler Woche hagyományosan egy nagy tűzijátékkal ér véget (Sternenzauber über Kiel – „Csillagvarázs Kiel felett”), amit a zárónapon (a második vasárnapon) este 23:00-kor rendeznek meg.

## A rendezvény mérföldkövei
| Év          | Kieler Woche | Kieler Woche száma | Évek a Kieli- csatorna megnyitása óta | Különlegesség |
| ----------- | ------------ | ------------------ | ------------------------------------- | --- |
| 1882        | 1.           | 0                  |                                       | 20 hajó (köztük egy dán) részvételével sor kerül az első vitorlásversenyre.                                                            |
| 1883        | 2.           | 1                  |                                       | Az előző évi nagy siker miatt ismét megrendezik a versenyt és innentől évente sor kerül rá.                                            |
| …           |              |                    |                                       | |
| 1889        | 8.           | 7                  |                                       | II. Vilmos császár első ízben látogat ki a rendezvényre                                                                                |
| …           |              |                    |                                       | |
| 1892        | 11.          | 10                 |                                       | Már több mint 100 hajó nevezett a versenyre.                                                                                           |
| …           |              |                    |                                       | |
| 1894        | 13.          | 12                 |                                       | A sajtóban elő alkalommal szerepel „Kieler Woche“ néven. Vilmos császár innentől rendszeresen látogatja az eseményt.                   |
| 1895        | 14.          | 13                 | 0                                     | A Vilmos császár-csatorna megnyitása.                                                                                                  |
| …           |              |                    |                                       | |
| 1907        | 25.          | 24                 |                                       | A 25. Kieler Woche. Eddig összesen már több mint 6000 hajó vett részt a versenyeken.                                                   |
| 1913        | 32.          | 31                 |                                       | |
| 1914        | 33.          | 32                 |                                       | Csatorna új zsilipjeinek ünnepélyes átadása a Kieler Woche keretében. A szarajevói merénylet félbeszakítja a rendezvényt (június 28.). |
| 1915 – 1919 |              |                    |                                       | elmaradt háború miatt |
| …           |              |                    |                                       | |
| 1920        | 34.          | 38                 |                                       | Első rendezvény a háború után |
| …           |              |                    |                                       | |
| 1936        | 50.          | 54                 |                                       | A berlini olimpiai játékok vitorlásversenyeit a Kieler Woche keretében itt bonyolítják le.                                             |
| …           |              |                    |                                       | |
| 1939        | 53.          | 57                 |                                       | Utolsó rendezvény a háború előtt |
| 1940 – 1944 |              |                    |                                       | elmaradt háború miatt |
| 1945 1946   |              |                    |                                       | Vitorlásversenyek német részvétel és kulturális programok nélkül                                                                       |
| 1947        |              |                    |                                       | Vitorlás programok nyáron kulturális programok ősszel (Kiel im Aufbau)                                                                 |
| 1948        | 54.          | 66                 |                                       | Első Kieler Woche a háború után |
| 1949        | 55.          | 67                 |                                       | Az őszi Kiel im Aufbau kulturális rendezvényt integrálják a nyári Kieler Wochéba.                                                      |
| …           |              |                    |                                       | |
| 1972        | 78.          | 90                 |                                       | Nyári olimpiai játékok vitorlásversenyeinek színhelye első Windjammerparade, mely innentől tradícióvá válik                            |
| 1973        | 79.          | 91                 |                                       | |
| 1974        | 80.          | 92                 |                                       | A Spiellinie (gyerekprogramok helyszíne) felállítása                                                                                   |
| …           |              |                    |                                       | |
| 1982        | 88.          | 100                |                                       | A Kieler Woche 100 éves. |
| …           |              |                    |                                       | |
| 1994        | 100          | 112                |                                       | Jubileumi, 100. Kieler Woche. |
| 1995        | 101.         | 113                | 100                                   | A Kieli-csatorna (korábbi Vilmos császár-csatorna) átadásának 100. évfordulója.                                                        |
| …           |              |                    |                                       | |
| 2005        | 111.         | 123                | 110                                   | „Weltwirtschaftspreis“ kiosztása első alkalommal                                                                                       |
| …           |              |                    |                                       | |
| 2007        | 113.         | 125                | 112                                   | |
| …           |              |                    |                                       | |
| 2015        | 121.         | 133                | 120                                   | Június 20-28. |
| 2016        | 122.         | 134                | 121                                   | Június 18-26. |
| 2017        | 123.         | 135                | 122                                   | Június 17-25. |
| 2018        | 124.         | 136                | 123                                   | Június 16-24. |

A Kieler Woche minden év júniusának utolsó teljes hetén kerül megrendezésre és vasárnap ér véget. Nyolc nappal előtte egy adott szombat esti időpontban egy hajókürt „Leinen los“ (Vitorlát bonts! ) hangjelzésével és az azt követő Holstenbummellel nyitják meg hivatalosan. A nem hivatalos megnyitónak azonban a belvárosban felállított színpadok pénteki hangpróbája (Soundcheck) számít. Ezt is beleszámítva az ünnepség tíz napos és az utolsó júniusi vasárnapon a kieli belső öbölben megtartott húszperces tűzijátékkal zárják le.

## Vitorlás regatták

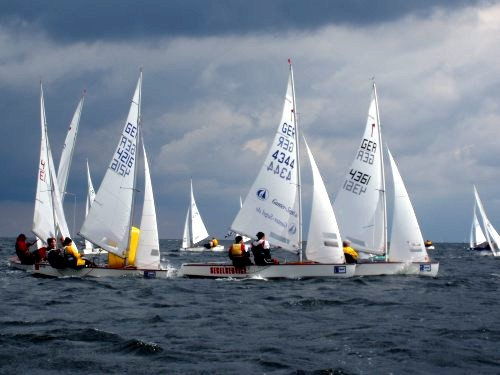
A kalóz-hajóosztály regattája 2004-ben

A legtöbb vitorlásverseny Kiel-Schilksee-ből indul (az Olympiazentrum Schilksee-től). A Kieli-öböl mentén húzódó „Kielliniéről” is számos kisebb sporteseményt nyomon lehet követni főként a nyugati oldalon, mint a kutterek regattáját, az optimista hajóosztály versenyét, a kajakpólót vagy a klasszikus kutterpullent. A Kieler Woche szerdai napján a nagy kieli evezős klubok, az EKRC, a Germania, az egyetem evezősei, az Akadémiai Evezősegyesület és a diák evezősklubok nyolcas hajói versenyeznek egymással a Blücherbrückétől indulva a Schülerruderstegig. A Kieler Wochét hagyományosan az Aalregatta (angolnaregatta) nyitja meg. Ezt a versenyt 1893 óta rendezik meg a Kiel-Eckernförde-Kiel útvonalon és 1906-tól vált a Kieler Woche részévé. Nyitóversenyként 2006-ban a „Welcome Race” váltotta, mely során Laboe-ig kellett hajózni és vissza. 2010-ben visszatértek az eredeti, Eckernförde irányába tartó útvonalhoz, de a cél már Schilksee-nél volt és különálló rendezvényként szerepelt tovább.
Az 50 országból érkező 5000 hajós mintegy 2000 vízijárművel vesz részt a versenyeken. A rendezvényre évente kb. 3 millió látogató érkezik a városba. A regattákra 16 nemzeti és nemzetközi hajóosztályban valamint 10 olimpiai osztályban kerül sor. Emellett a jachtok ORC International I-I V-osztályok illetve különböző One Design-osztályok szerint mérettetnek meg. A Flying Dutchman (bolygó hollandi) kategóriában 2009 és 2012 között zsinórban négyszer illetve 2014-ben is a Majthényi Szabolcs-Domokos András magyar duó végzett az élen.

## Népünnepély
A vitorlás hajók eseménye köré már hosszú ideje egy átfogó népünnepély szerveződött. A Kiellenie (a Kieli-öböl partján lévő sétány) mentén és újabban a Willy-Brandt-parton az átépített Hörnnél (a kieli kikötő belső végénél) színpadokat és standokat építettek, a Rathausplatzon és a gyalogos övezetben megrendezett ún. „Internationaler Markt” különböző országok specialitásait kínálja és itt számos kulturális rendezvényre is sor kerül.
A gyermekek számára a Spiellinie kínál speciális programokat. Sok szponzor – főként a Schleswig-Holstein tartomány médiakörnyezetéből valók – zenekarok, komédiások és folklórcsoportok ingyenes fellépését teszik lehetővé több színpadon – a Kiellinie mentén és a városban is.
Polgári kezdeményezésre 2012-ben a Kieler Woche kínálatát a Holstenbrücke körzetébe telepített „Muddi Markt” nevű piaccal bővítették azzal a szándékkal, hogy a népünnepség konvencionális fogyasztói és programkínálatát a fenntartható, tiszta és a társadalom számára elviselhető fogyasztói kultúra népszerűsítésével egészítsék ki és a tartós fejlődés lehetőségeit játékos módon bemutassák. Azóta a hallgatóságot együttműködésre késztető projektjeivel a Muddi Merkt e. V. önálló tíznapos képzési, zenei és találkozási programmá vált.
A rendezvény főszponzora 2002 és 2009 között a BMW volt, 2010-től egy másik német autógyártó, az Audi vette át a szerepét. A fő szponzorok közé tartoznak még a HSH Nordbank és a Veolia Umweltservice.

## AKieler Woche-plakát
1948 óta minden évben külön plakáttal hirdetik a rendezvényt, melynek elkészítésére neves grafikusokat kérnek fel. Az ide szóló meghívó már nagy megtiszteltetésnek számít és a pályázati műveket gyakran részesítik nemzeti vagy nemzetközi kitüntetésekben.

## Története

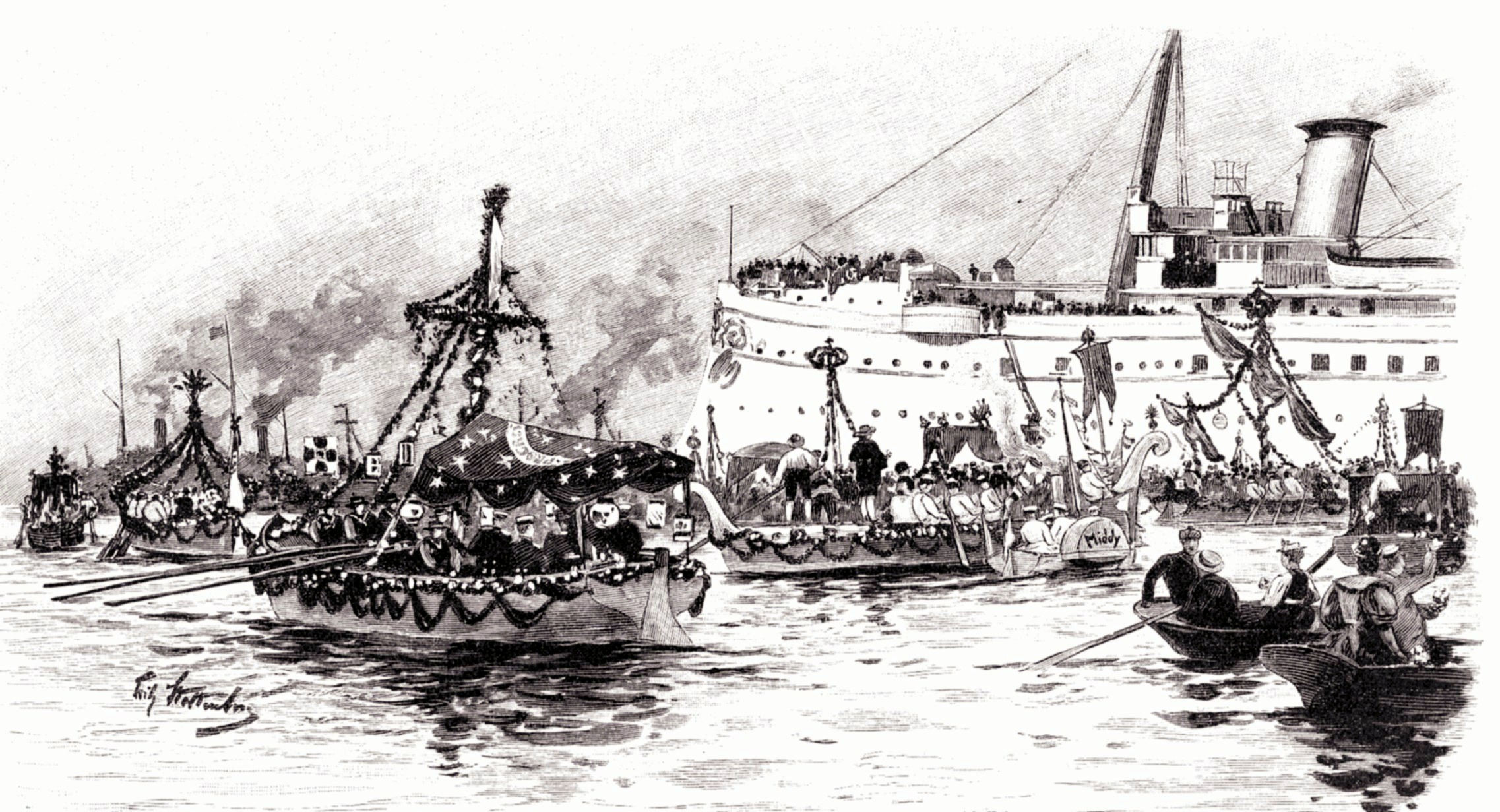
a Kieler Regattawoche 1894-ben a június 28-ai virágkorzóval - Fritz Stoltenberg rajza

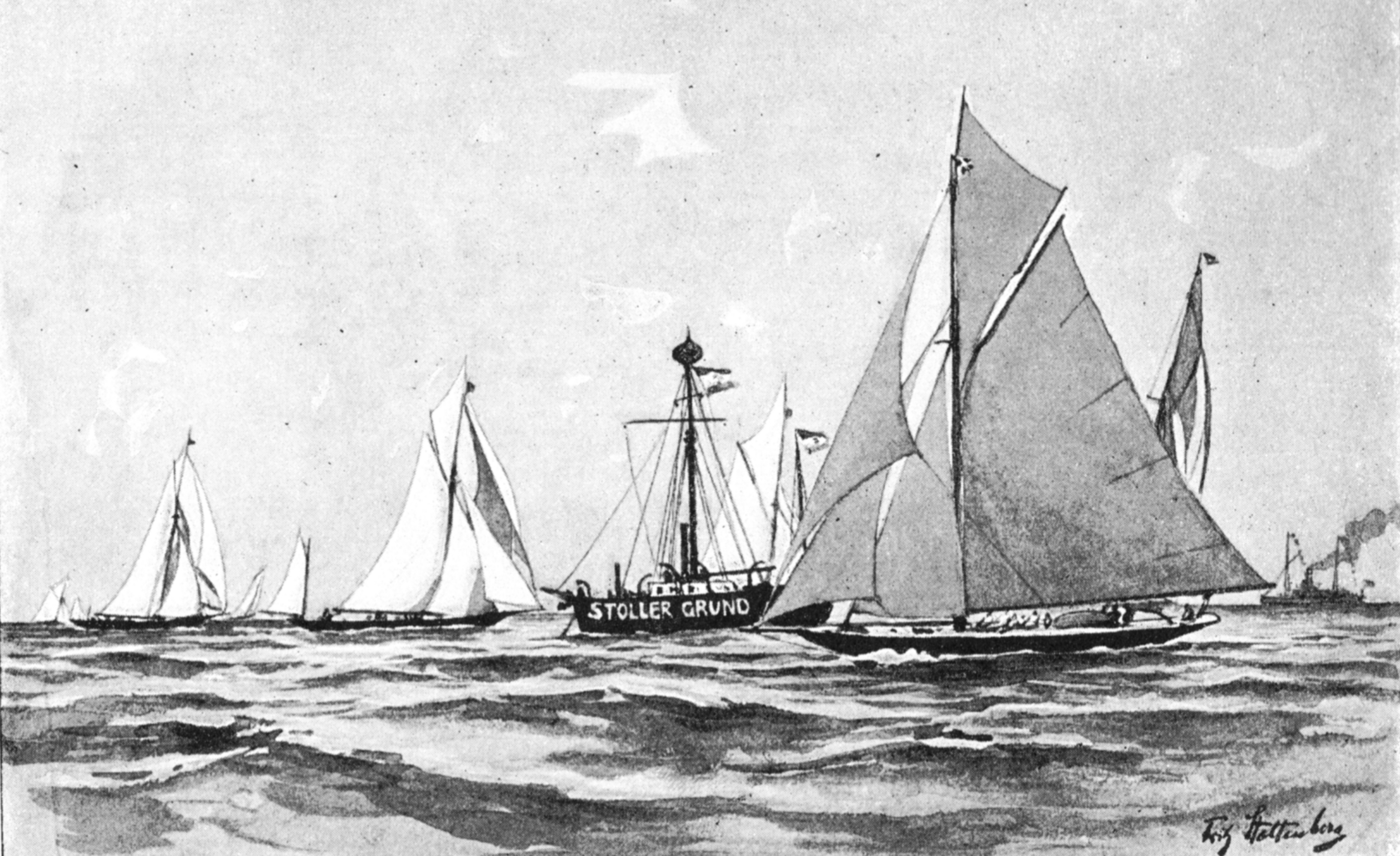
Fritz Stoltenberg rajza az 1895-ös rendezvényről

1882. július 23-án 20 jacht startolt el egy regattára Düsternbrook előtt. A nagy sikerre való tekintettel a versenyt a következő években megismételték és két évvel később a vitorlás versenyeket már egy hétnél is hosszabb időre osztották el. A Kieler Woche elnevezés egy újságírótól származik, aki 1894-ben illette ezzel a névvel az eseményt egy újságcikkben. II. Vilmos császár első ízben 1889-ben látogatott ki a rendezvényre. Vilmos a Kaiserlicher Yacht Club Kiel (ma Kieler Yacht-Club) komodorja volt és öccséhez, Henrik herceghez hasonlóan támogatta a vitorlássportot. 1892-ben első ízben érte el a nevezők száma a százat. Vilmos császár innentől kezdve a Meteor nevű jachtjaival (Meteor I-V) rendszeres vendég lett. A Vilmos császár-csatorna megnyitójára az 1895-ös Kieler Woche keretében került sor.
1899-ben a Hermann Wentzel és Hermann Dröge hamburgi kereskedőkre visszavezethető verseny Travemündében ért véget. Ennek győztese egy üveg lübecki vörösbort kapott. Az ottani regattát Hermann Fehlings, a Lübecker Yacht-Club akkori vezetője hívta életre. Hamarosan a Travemünder Woche különálló esemény lett. Az 1905-ös rendezvényen már a motorcsónakok versenye is helyet kapott. Az első 25 év során közel 6000 jármű állt starthoz. 1914-ben a Vilmos császár-csatorna új zsilipjeit a rendezvény során adták át a forgalomnak. Ferenc Ferdinánd meggyilkolásának hírére a Kieler Woche félbeszakadt és a háború ideje alatt egyszer sem rendezték meg.
A nemzetiszocialista hatalomátvétel után a Kieler Woche a nemzetiszocialista propagandában is kiemelt szerepet kapott. A Berlin által rendezett 1936-os nyári olimpiai játékok vitorlásversenyeinek helyszíne Kiel volt és a versenyekre a Kieler Woche keretében került sor. 1937 és 1939 között a Kieler Wochét a Yacht-Club von Deutschland rendezte meg.
A második világháború ideje alatt, 1940 és 1944 között az esemény nem került megrendezésre. 1945-ben a megszálló brit csapatok rendezték meg maguknak az első vitorlás hetet „Kiel-Week” névvel, német részvétel nélkül.
A kieli önkormányzat 1947 szeptemberében Kiel im Aufbau névvel egy újabb ünnepi hetet szervezett meg, melynek fő célja a háborús évek utáni szintén nehéz időszakban a lakosság életkedvének emelése volt. Ennek keretében számos kiállítással, előadással és ismertetővel tudósítottak a háborús károk utáni újjáépítésekről. 1948 szeptemberében a Kiel im Aufbaut másodszor is megrendezték, majd 1949-ben a Kieler Wochéval egyidőben, abba integrálva került megrendezésre, így az vitorlásrendezvények, kulturális programok, ifjúsági és népi ünnepségek egyvelege lett.
1950-ben Theodor Heuss révén első ízben nyitotta meg egy szövetségi elnök a Kieler Wochét. Azóta számos alkalommal harangozták be szövetségi elnökök és kancellárok a rendezvényt. 1962-ben a skandináv országokból érkező művészek és zenekarok tovább bővítették a kulturális rész tartalmát. 1972-ben a müncheni olimpia vitorlásversenyeit ismét itt tartották meg. Ebből az alkalomból került sor az első nagy Widjammerparadéra (Operation Sail névvel), ami a nagy vitorlások kora óta a windjammerek legnagyobb összejövetele volt. Ez azóta a program talán legnagyobb nevezetessége és minden alkalommal az utolsó előtti napon (szombaton) kerül megrendezésre. A windjammerek felvonulásának élén általában a német haditengerészet kiképző vitorlása, a Gorch Fock halad. Az „olimpiai játszóutca” (Olympische Spielstraße) mintájára a kikötő partja mentén lévő sétányon, a Kiellinién 1974-től rendszeresen kialakítják a „Spiellinie” nevű szórakoztatóközpontot gyerekek számára.
A jubileumi 100. Kieler Wochéra 1994-ben került sor, mivel a világháborúk miatt tucatnyi elmaradt. Az 1995-ös rendezvény középpontjában a Vilmos császár-csatorna átadásának 100. évfordulója állt. 2007-ben ünnepelte a Kieler Woche a 125 éves jubileumát.

## Galéria

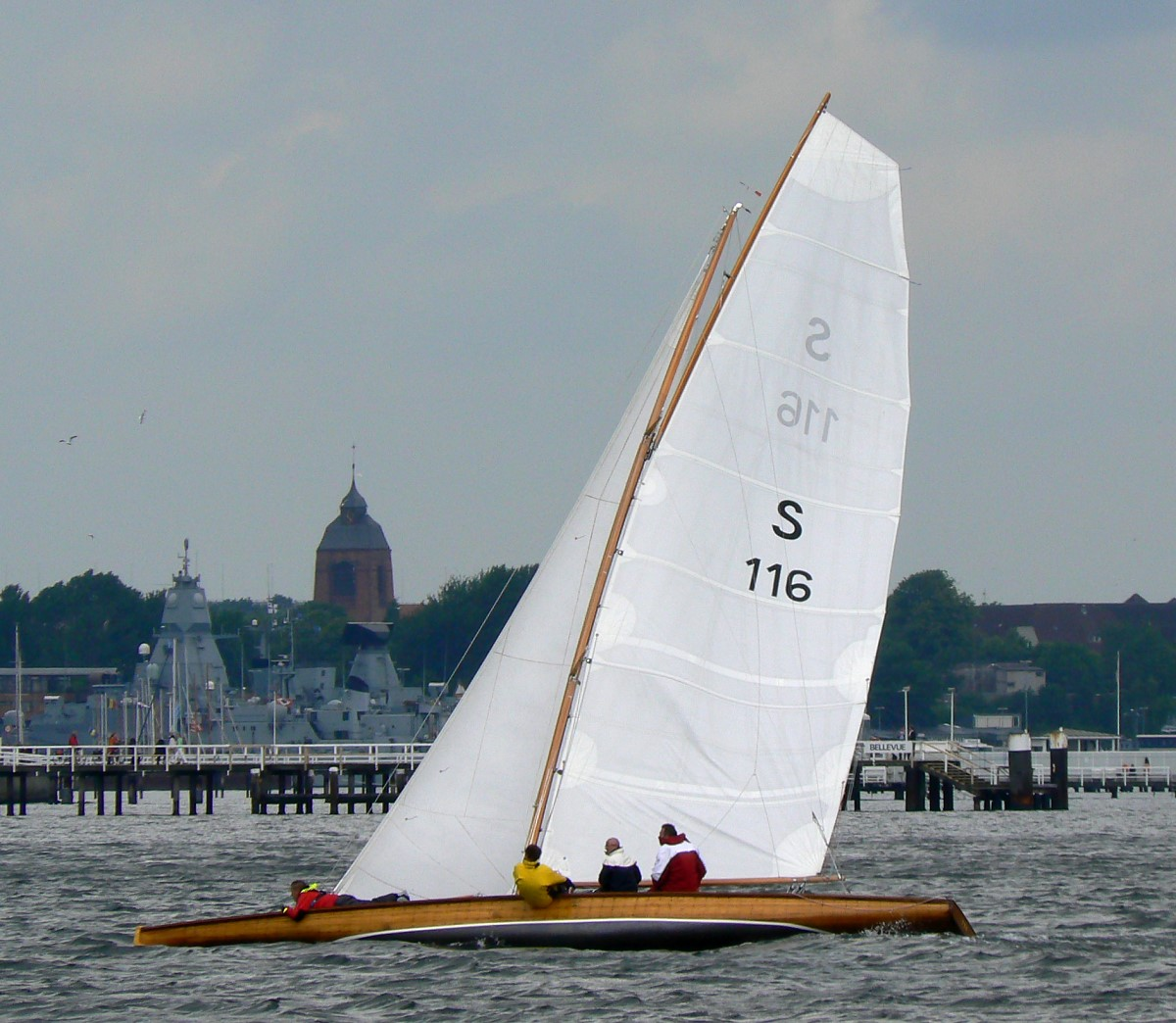
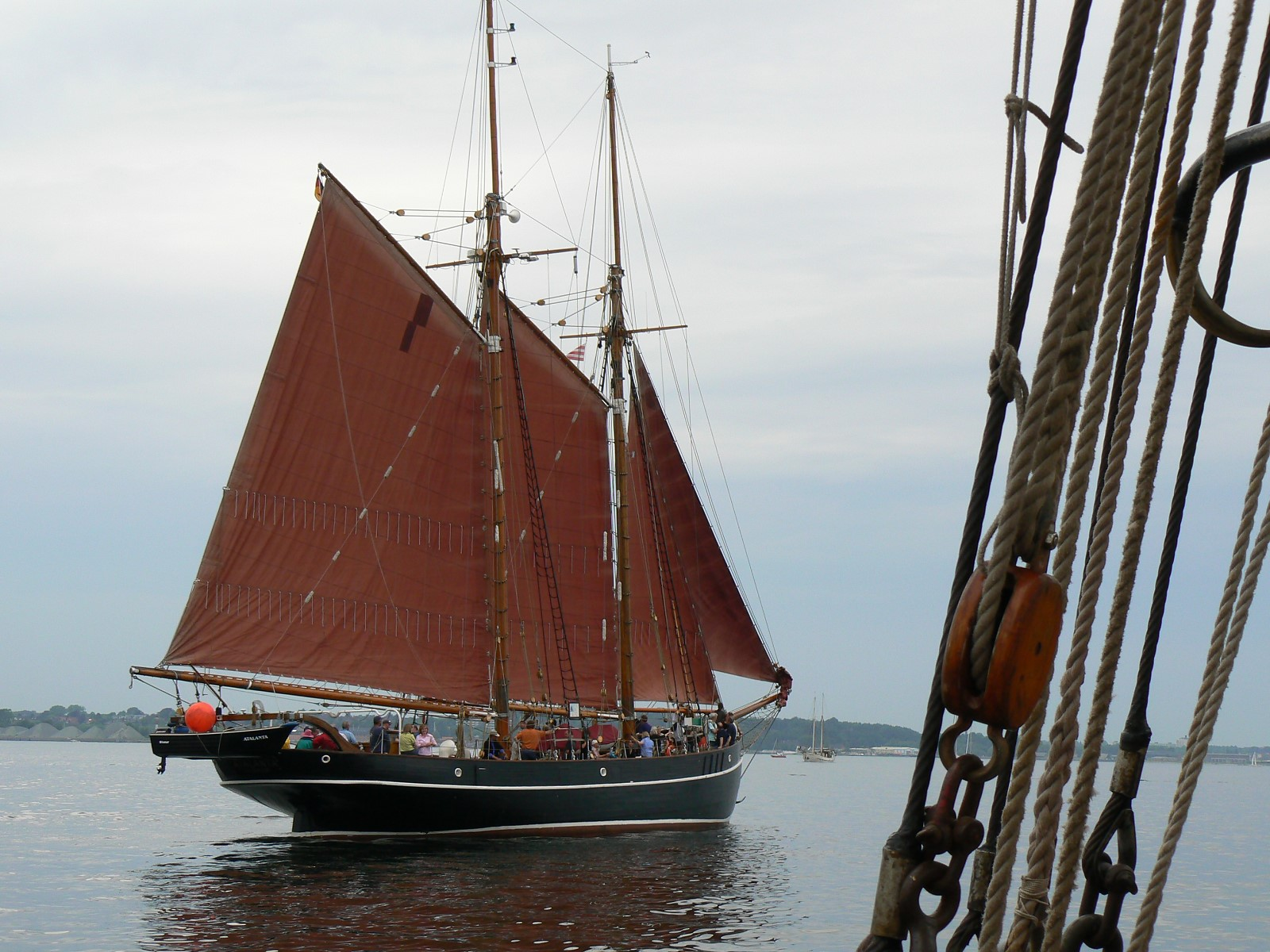
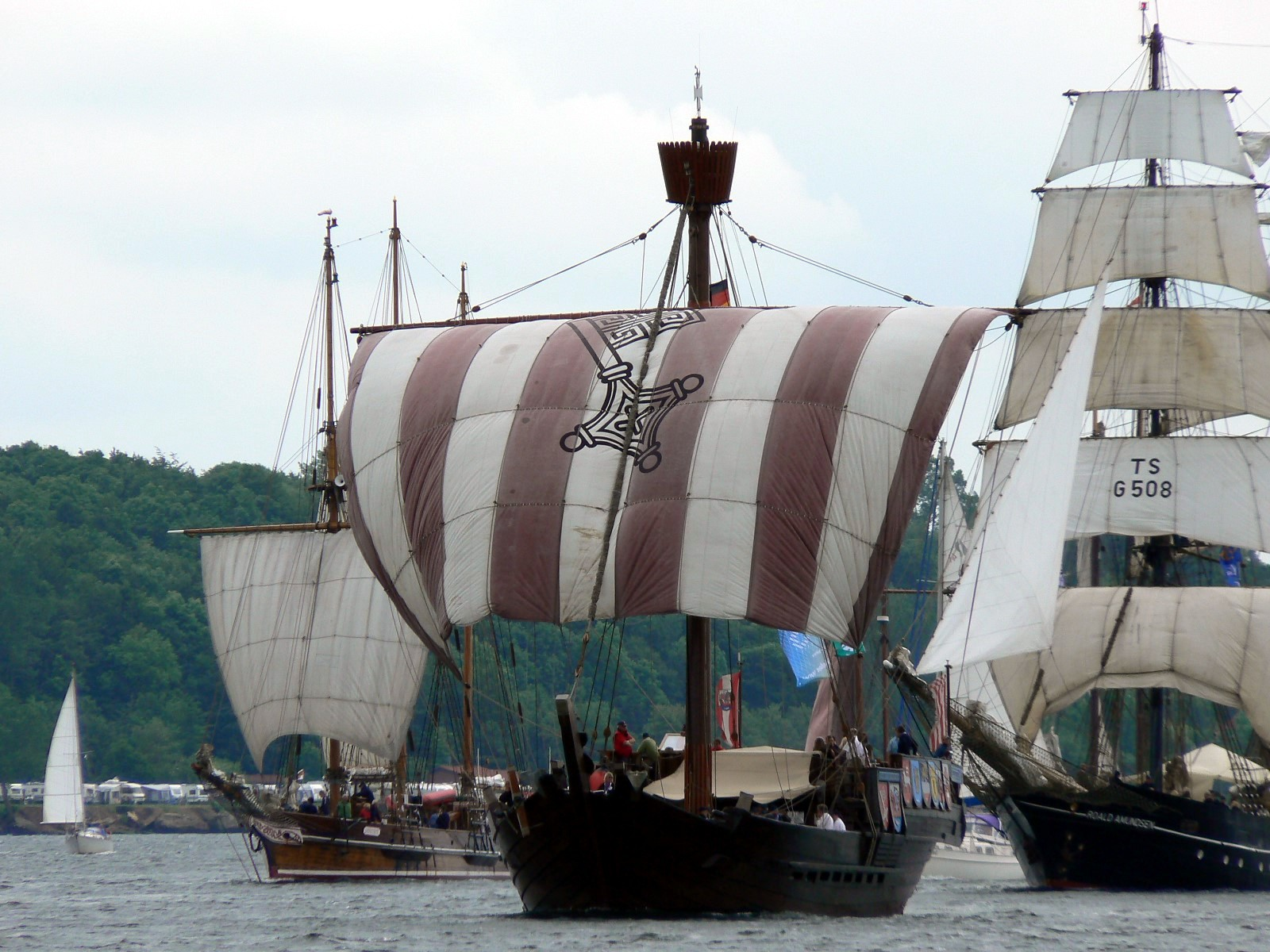
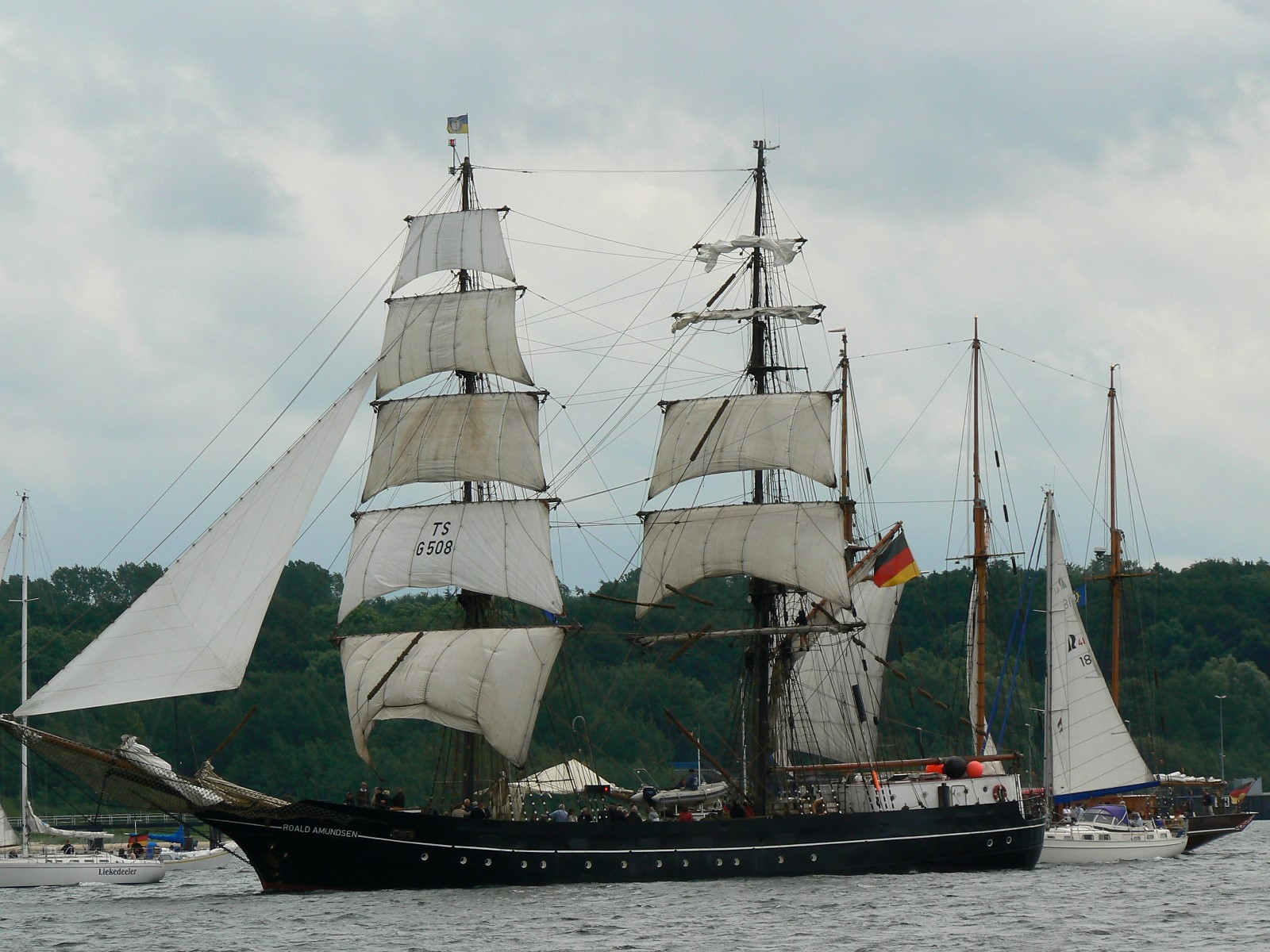
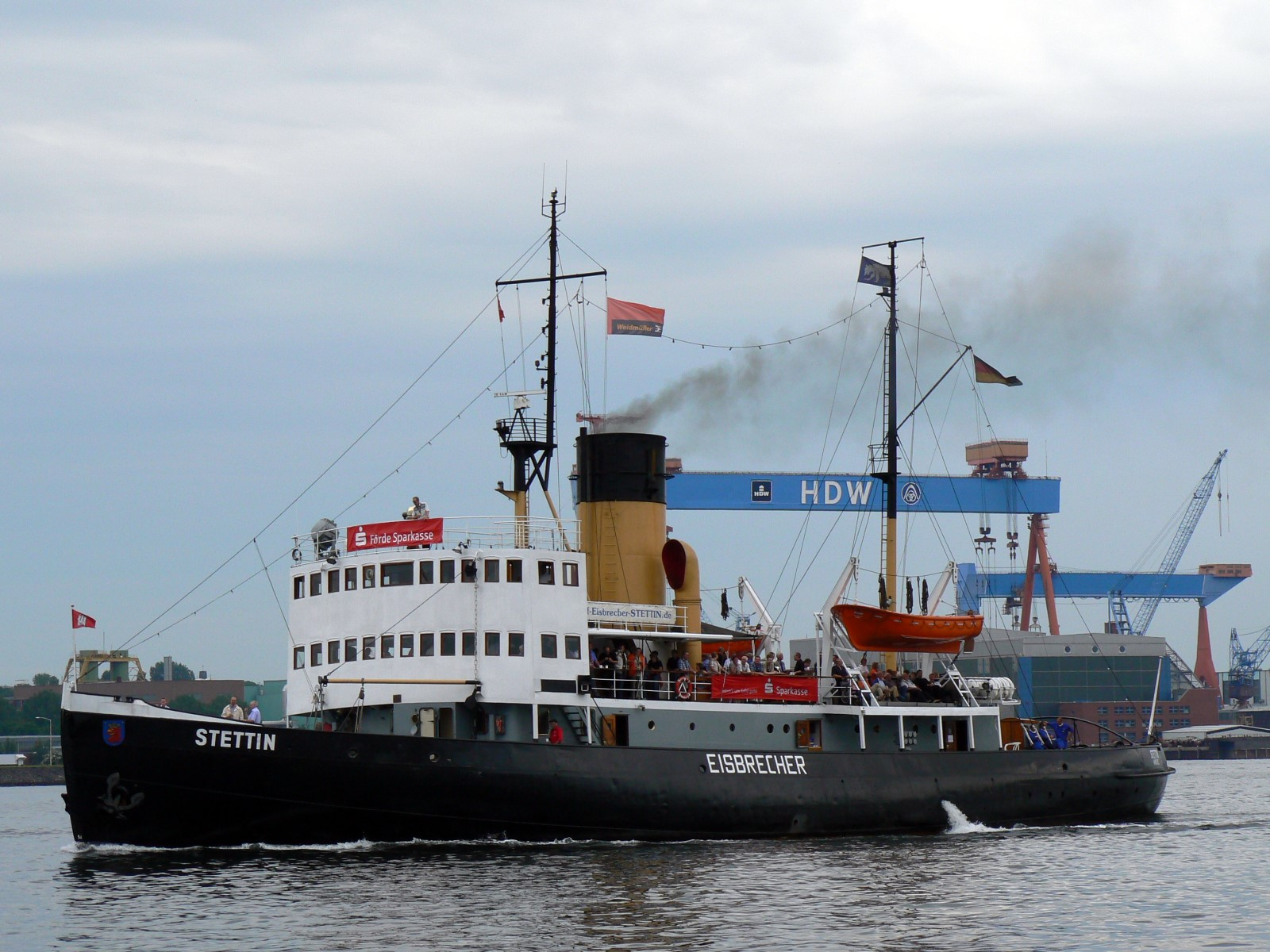
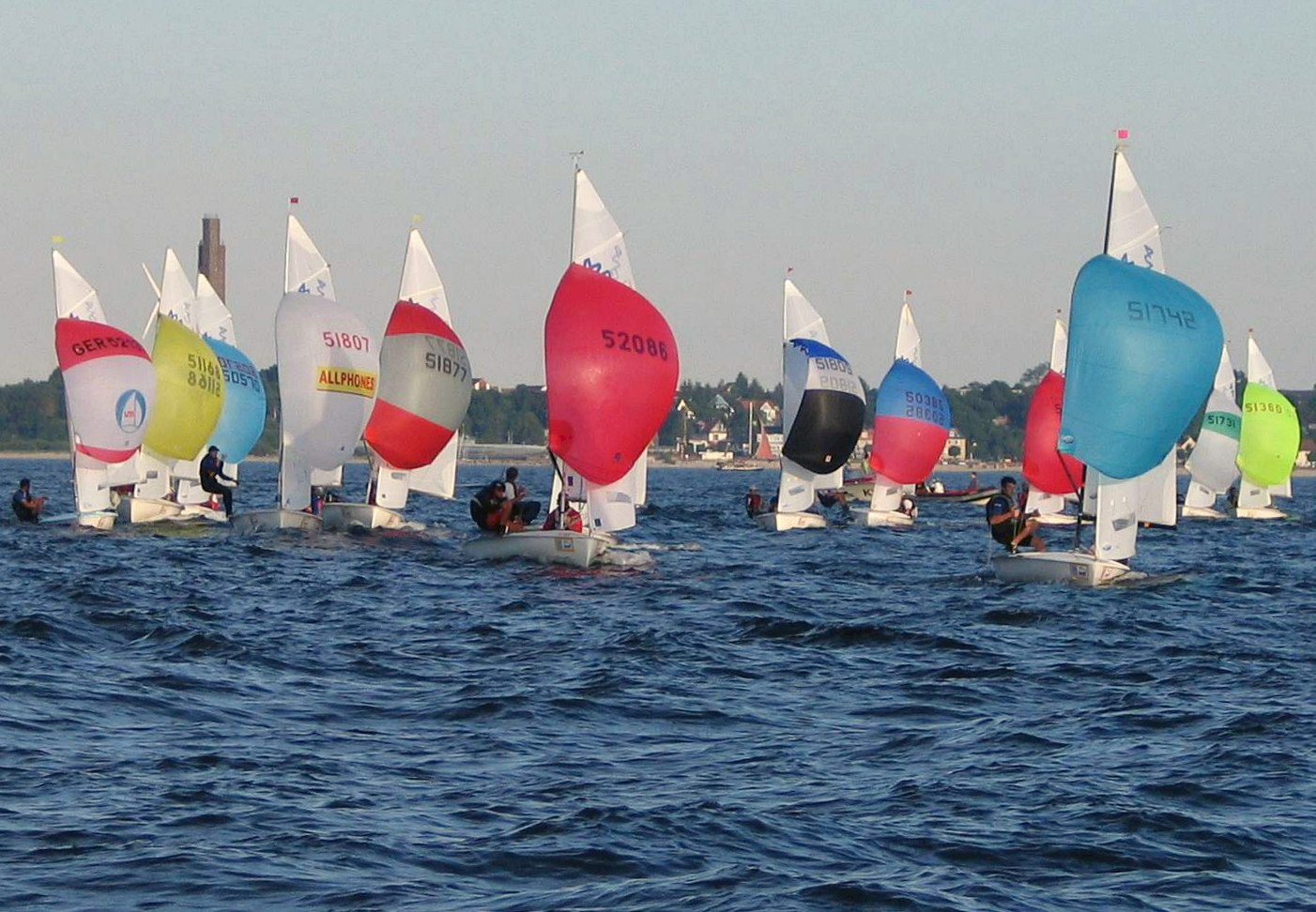
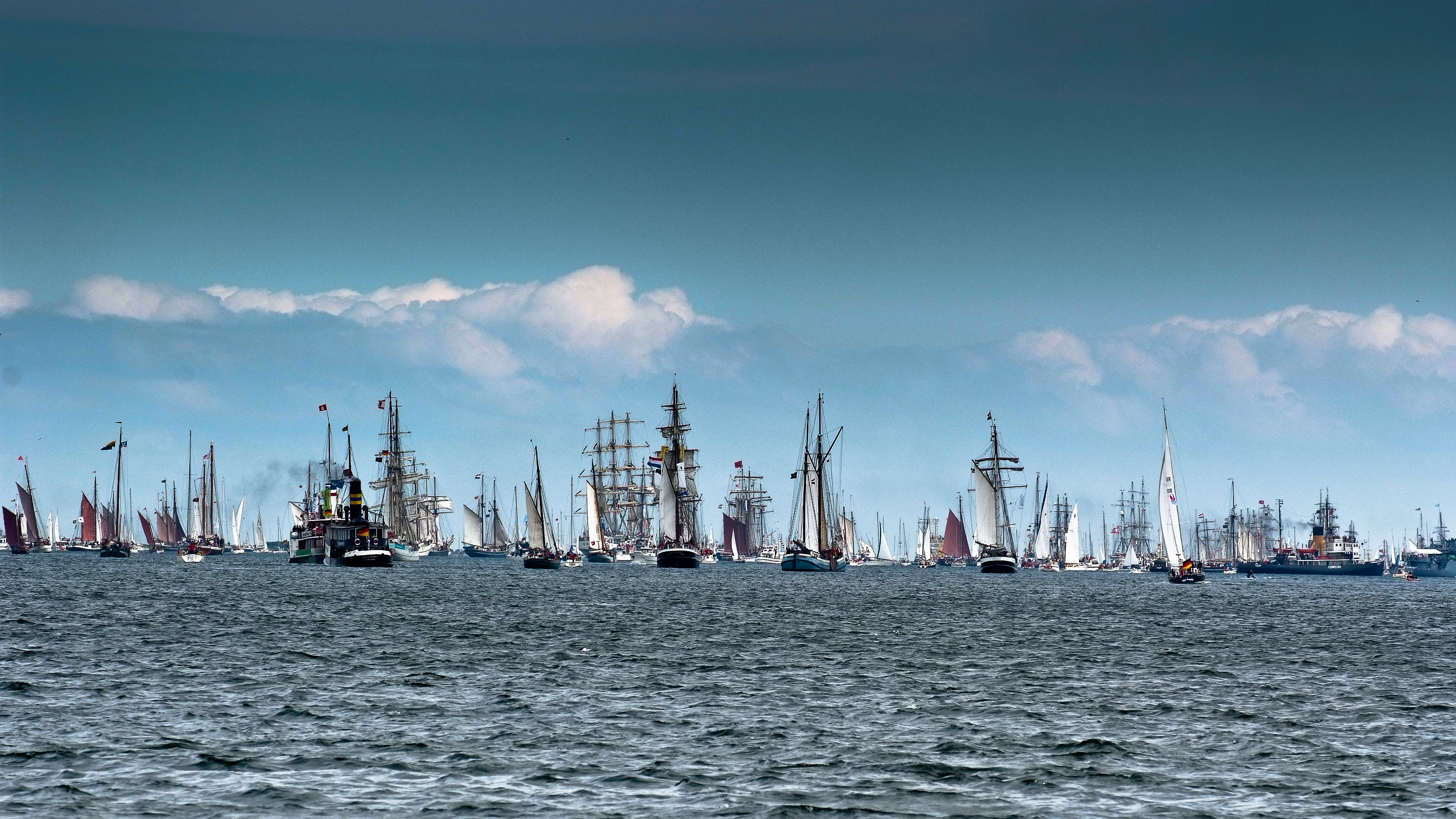
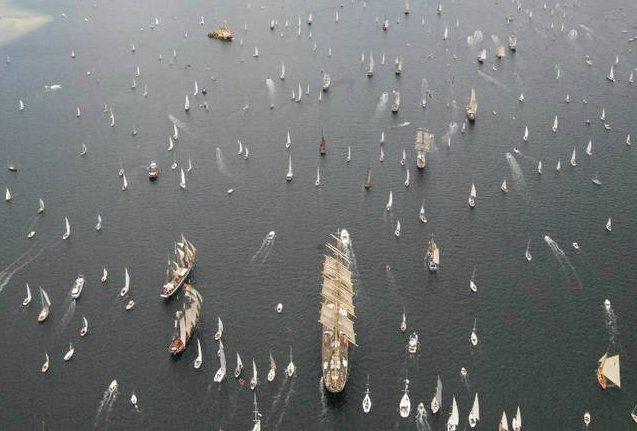
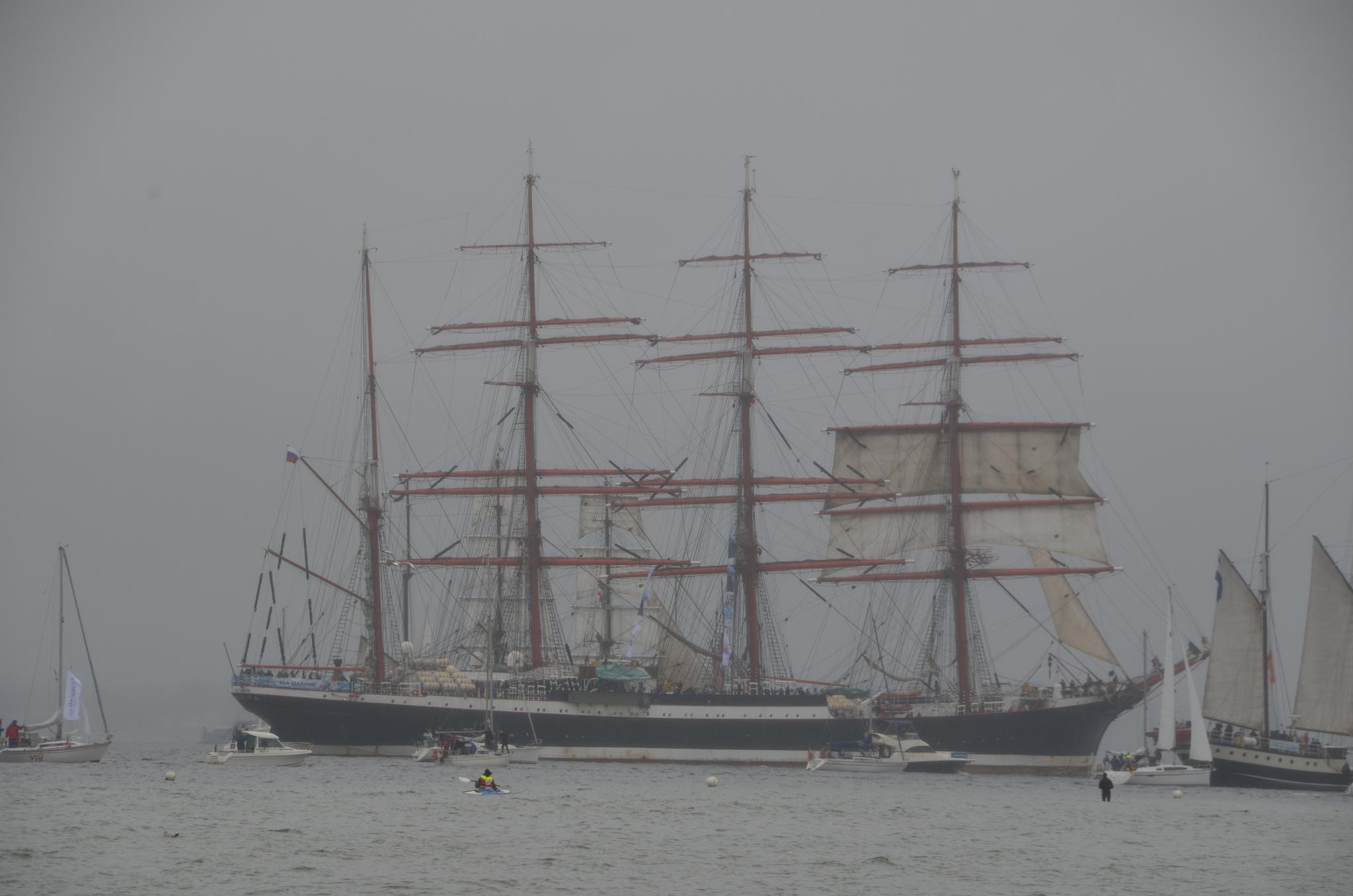
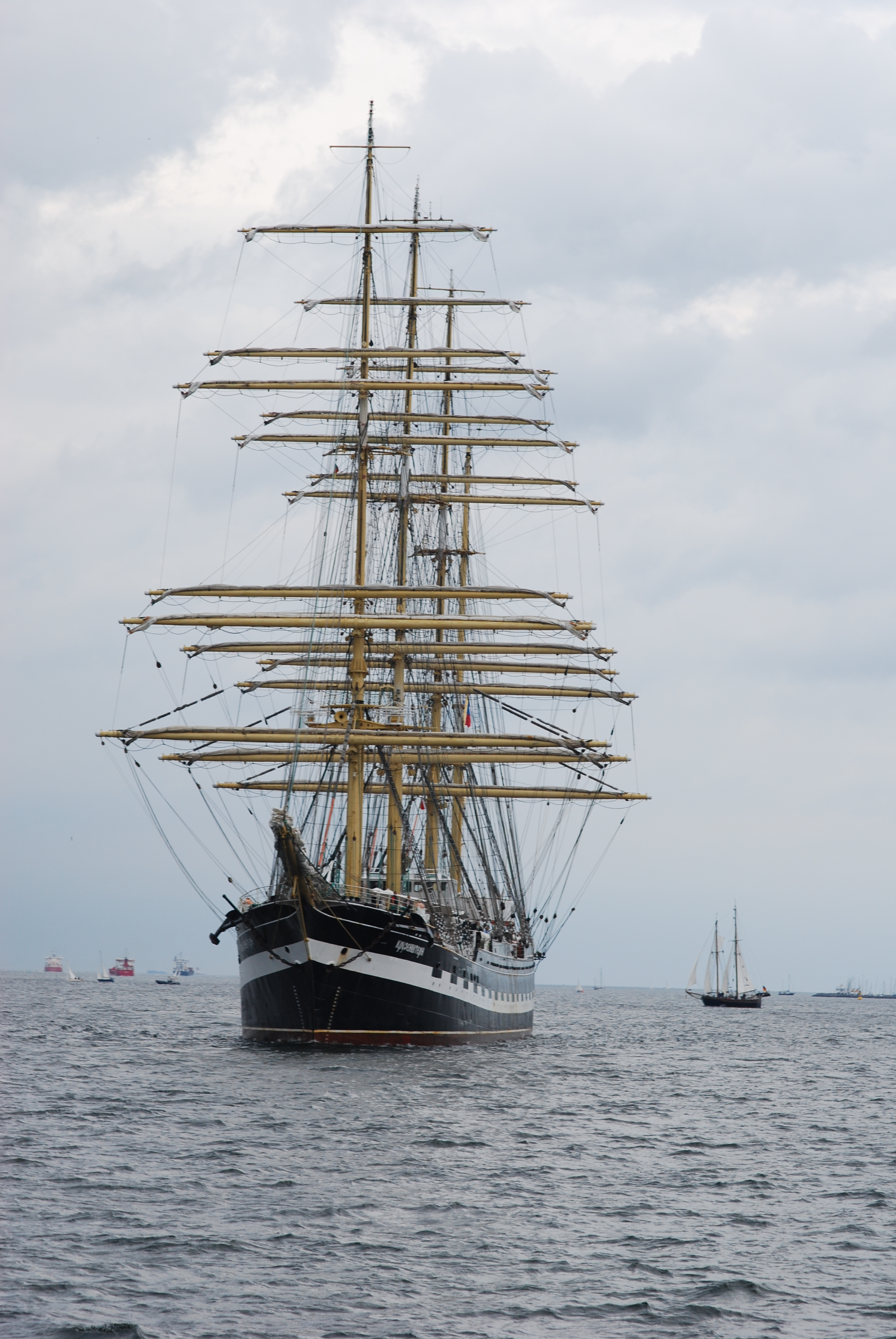
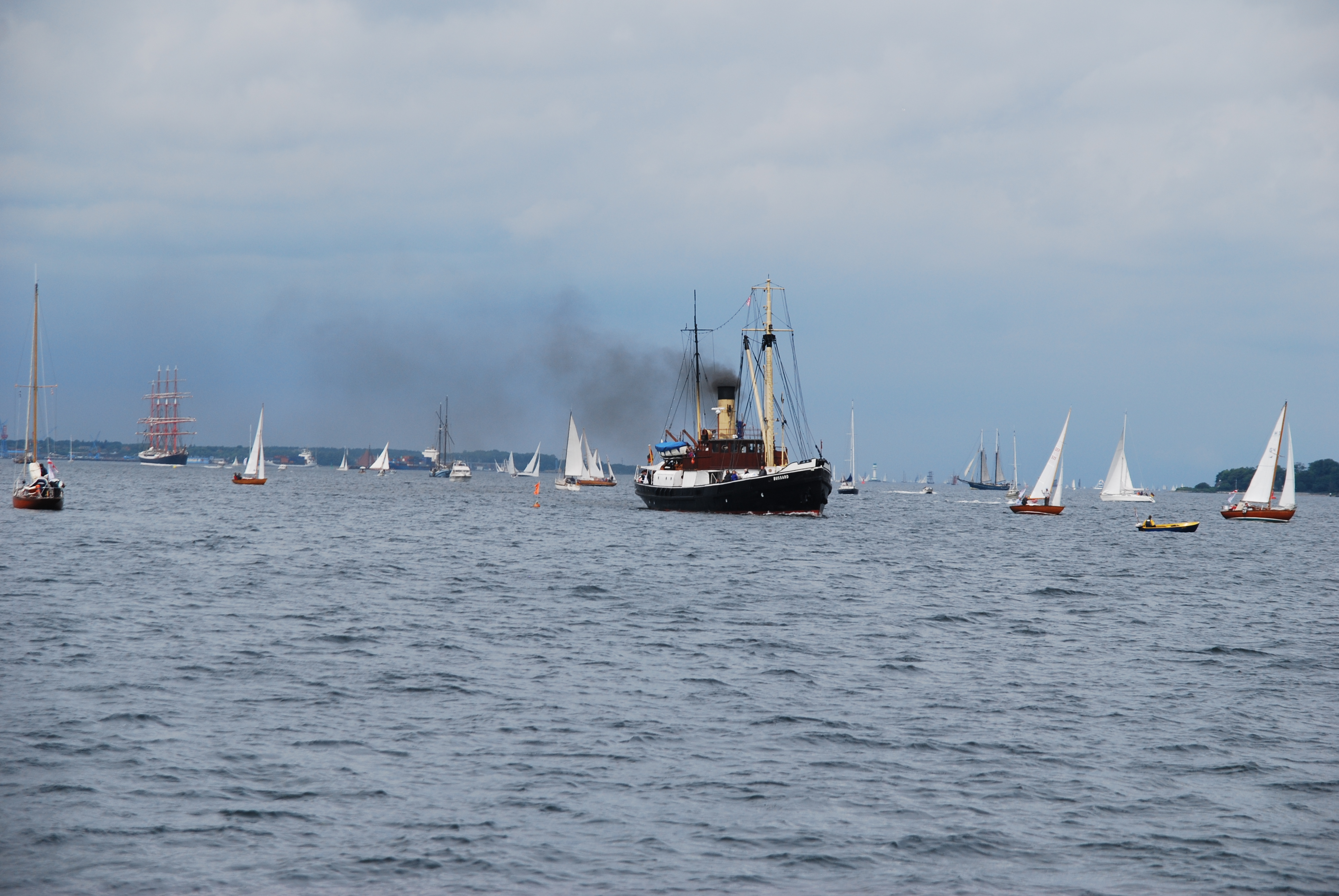
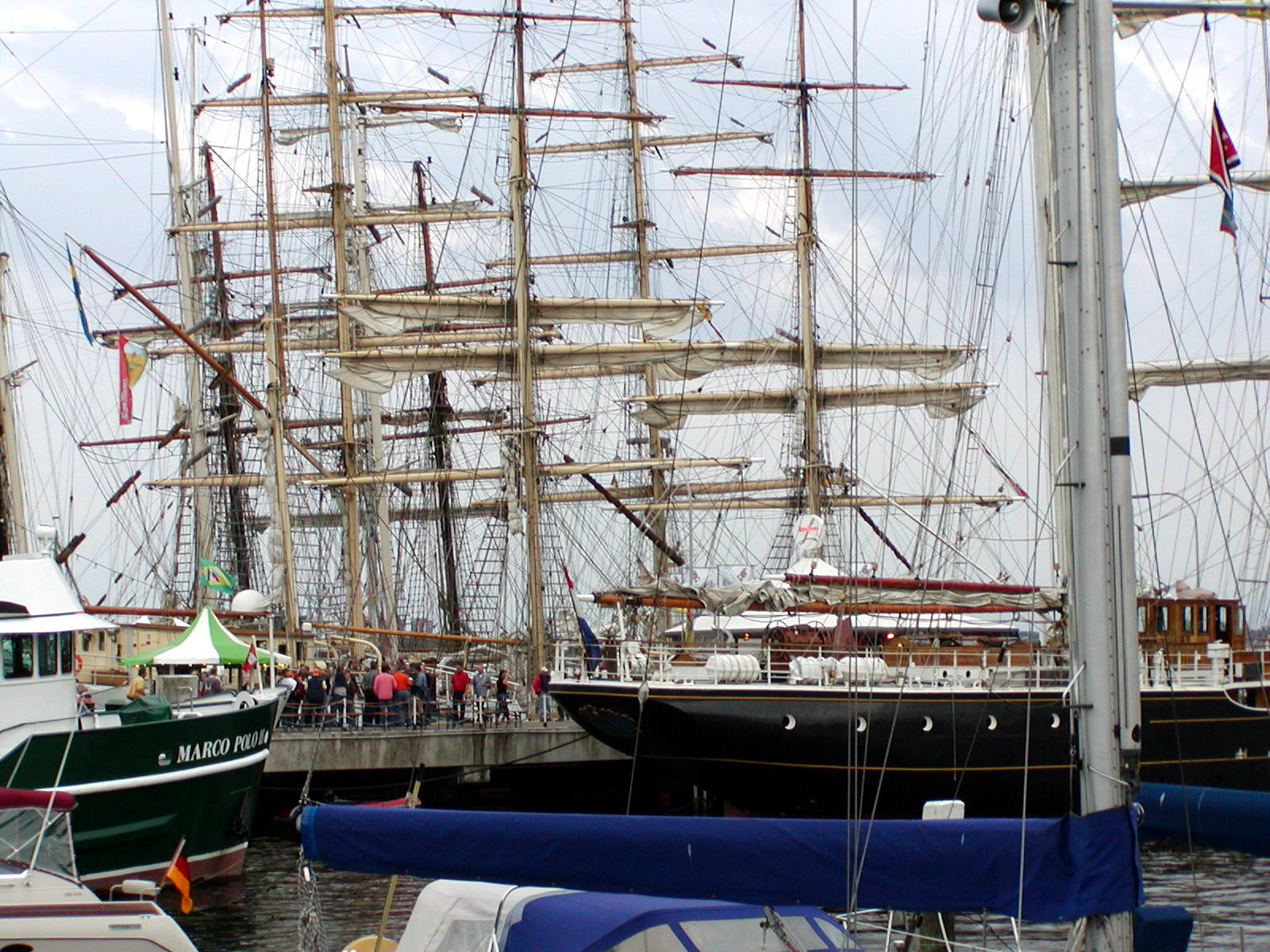

## Kieler Woche.TV
A rendezvény eseményeiről 2011 óta tudósítást ad a Kieler Woche.TV. 2012-ben a Medienanstalt Hamburg/Schleswig-Holstein (MA HSH) engedélyzete a sugárzás televízióadóként való működését. Az adást DVB-T szabvány szerint a kieli adótorony sugározza az 52-es csatornán (= 722 MHz) illetve részben a város televíziója.

## Fordítás
- Ez a szócikk részben vagy egészben  a   Kieler Woche című német Wikipédia-szócikk ezen változatának fordításán alapul.  Az eredeti cikk szerkesztőit annak laptörténete sorolja fel. Ez a jelzés csupán a megfogalmazás eredetét és a szerzői jogokat jelzi, nem szolgál a cikkben szereplő információk forrásmegjelöléseként.
- Ez a szócikk részben vagy egészben  a   Keel Week című angol Wikipédia-szócikk ezen változatának fordításán alapul.  Az eredeti cikk szerkesztőit annak laptörténete sorolja fel. Ez a jelzés csupán a megfogalmazás eredetét és a szerzői jogokat jelzi, nem szolgál a cikkben szereplő információk forrásmegjelöléseként.

## Linkek
- A Kieler Woche honlapja
- A Kieler Woche média-honlapja
- A Kieler-Woche győztesei az olimpiai hajóosztályokban
- A Kieler-Woche győztesei a nemzetközi hajóosztályokban
- A Kieler Woche plakátjai és a pályázatra benyújtott munkák 2005 óta
- A Kieler Woche rendezvényeinek felsorolása 1947 óta a Kiel-Wikin